# ヴァンクールマキ
ヴァンクールマキとは1976年に創業した札幌の宝石店。
札幌市中央区のすすきの地区にある、自社ビル真木ビルにて営業をスタート。1980年に地下街ポールタウンに移転。
※ 真木ビルは現在、店舗貸しをしており、2階ではビストロ・ボナペティが営業中

## 営業内容
- 宝石の販売
- ファッションジュエリー
- ギフトジュエリー
- ブライダルリング
- パールジュエリー
- 地金ネックレスチェーン
- 喜平ネックレス・ブレスレット
- 時計の販売　アイグナー・ジョイサ
- メガネの販売　カザール・フレアー
- 化粧品の販売　ダイヤモンド配合化粧品ディアモを取り扱い
- 宝石の修理・リフォーム業
- 時計の修理業　時計技師による修理・メンテナンス

| スタブアイコン | サブスタブ | この項目は、まだ閲覧者の調べものの参照としては役立たない、企業に関連した書きかけの項目です。この項目を加筆・訂正などしてくださる協力者を求めています（PJ:経済）。 |